# Ålesund
Ålesund là thành phố cảng quan trọng của các đảo Norvöy và Aspöy ở hạt Møre og Romsdal ở bờ biển tây Na Uy, nằm cách Bergen 240 km về phía bắc. Cảng này đã được trao đặc quyền thương mại năm 1793 và Alesund đã được thành lập thành thị xã năm 1848, nhưng hoàn toàn bị hỏa hoạn thiêu rụi năm 1904. Người ta đã xây Ålesund lại bằng đá với sự trợ giúp của Kaiser Wilhelm II của Đức nhưng thành phố lại bị bom oanh tạc trong thế chiến II. 